# سرخیو مندیگوتسکیه
سرخیو مندیگوتسکیه (انگلیسی: Sergio Mendigutxia؛ زادهٔ ۱۲ ژوئن ۱۹۹۳) بازیکن فوتبال اهل اسپانیا است.
از باشگاه‌هایی که در آن بازی کرده‌است می‌توان به باشگاه فوتبال کوردوبا، باشگاه فوتبال اسپورتینگ خیخون، و باشگاه فوتبال اتلتیک بیلبائو بی اشاره کرد.